# Sistema orario a 24 ore
Il sistema orario a 24 ore è il sistema di notazione del tempo che suddivide la giornata in 24 ore partendo dalla mezzanotte, contrassegnata con zero o 24, fino alla mezzanotte successiva. Lo zero indica la mezzanotte della giornata appena iniziata, mentre 24 indica la mezzanotte della giornata appena terminata. Questa è la convenzione più comunemente usata oggi nel mondo per la rappresentazione del tempo ed è anche la notazione standard internazionale (ISO 8601). 
Il sistema orario a 12 ore rimane tuttavia quello maggiormente usato in alcuni grandi paesi, quali l'India, gli Stati Uniti, le Filippine, l'Australia, il Canada (eccetto il Québec). In molti stati si usano entrambi i sistemi, più comunemente quello a 12 ore nella comunicazione verbale e quello a 24 nella comunicazione scritta (è il caso dell'Italia). Nel campo della medicina, il sistema a 24 ore è usato nella documentazione onde prevenire qualsiasi ambiguità nello stabilire l'ora in cui sia accaduto qualsiasi evento che potrebbe risultare importante per l'anamnesi del paziente.

## Descrizione
Nella notazione a 24 ore l'ora del giorno è scritta nella formula hh:mm (es. 01:45) o hh:mm:ss (es. 01:45:30), dove hh (da 00 a 23) rappresenta il numero di ore intere trascorse dalla mezzanotte passata, mm (da 00 a 59) rappresenta il numero di minuti interi trascorsi dall'ultima ora trascorsa pienamente, e ss (da 00 a 59) rappresenta il numero di secondi interi trascorsi dall'ultimo minuto trascorso pienamente. Nell'eventualità della presenza di un secondo intercalare, il valore assegnato a ss può estendersi a 60. Si aggiunge uno zero all'inizio di cifre inferiori al 10; questo zero si considera opzionali per le cifre riguardanti le ore, ma è molto comune tra le applicazioni informatiche. Se sono richiesti tempi inferiori al secondo, i secondi possono essere trascritti in termini di frazione decimale, si può quindi scrivere la frazione di secondo dopo un punto o una virgola decimale (es. 01:45:30,678). Il simbolo usato più comunemente per separare tra loro ore, minuti e secondi è quello dei due punti, che è poi il simbolo usato dall'ISO 8601. In alcuni contesti non si usa alcun separatore (es. 0145), come nell'esercito statunitense, mentre in altri come Francia e Québec si usa la lettera h (a significare heure) quando si parla solo in termini di ore e minuti (es. 01h45).

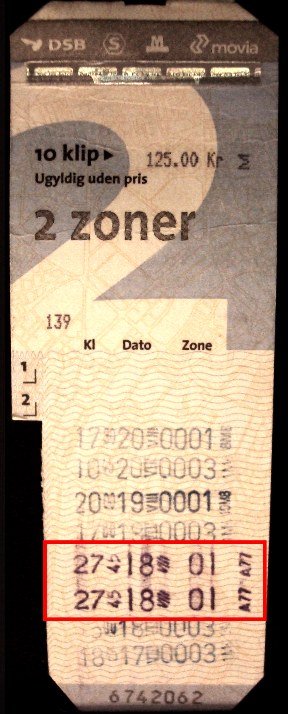
Biglietto danese con un orario diverso dallo standard tra 00.00 e 23.59.

### La mezzanotte, 00:00 e 24:00
Nel sistema orario a 24 ore il giorno inizia a mezzanotte, indicata come 00:00, e finisce con il passare dell'ultimo minuto, quello corrispondente alle 23:59. Tuttavia, la notazione 24:00 può essere utilizzata nel caso in cui il riferimento sia alla mezzanotte del giorno passato o alla fine esatta del giorno corrente. Un esempio può essere considerato per ciò che riguarda gli orari di apertura di uno stabile, infatti si può trovare scritto 07:00-24:00; alcuni orari ferroviari considerano 24:00 come orario di arrivo e 00:00 come orario di partenza. Si consideri comunque che "24:00" è un riferimento usato per chiarire eventuali ambiguità, e non rappresenta un'ora a sé stante e comunque tale notazione è stata cancellata dall'ISO 8601 nel 2019 e può essere quindi considerata solo consuetudinaria. È molto raro infatti leggere orari come 24:01 o 25.59, anche se non del tutto improbabile: vengono visualizzati ad esempio in Giappone e Hong Kong, nel caso in cui le ore di lavoro vadano oltre la mezzanotte; oppure nei biglietti validati di alcuni sistemi pubblici di trasporto europei come a Copenaghen, che mostrano 27:45 invece che 03:45.
La maggior parte degli orologi digitali mostra orari compresi tra 00:00 e 23:59. Ci sono tuttavia delle eccezioni, tra cui quella dei microonde della Bosch Siemens, che per segnare la mezzanotte mostra appunto 24:00 invece che 00:00.

### Military time
In Canada e negli Stati Uniti, il termine military time è spesso usato per riferirsi al sistema orario a 24 ore. In questi stati il tempo del giorno viene scandito usando quasi sempre il sistema orario a 12 ore, e la notazione a 24 ore viene usata solo in alcuni casi specifici, tra cui appunto quello delle forze armate (ma anche la meteorologia, la navigazione, l'astronomia, l'informatica), in cui le possibili ambiguità date dal contesto potrebbero comportare anche gravi rischi. Il termine non è usato nelle altre parti del mondo, dove il sistema a 24 ore è usato ormai da molto tempo nella vita di tutti i giorni.
Nelle forze militari statunitensi l'ora è effettivamente definita in maniera simile alla notazione a 24 ore, con le differenze che si omettono i due punti e lo spazio delle ore viene definito con il metodo decimale; ad esempio le 06:00 diverrebbero 0600 e sarebbero pronunciate "zero seicento" ("zero six hundred", "oh six hundred") o "zero sei zero zero ("zero six zero zero"). Questi usi non sono comunque esclusivamente militari, si usano invece in tutte le circostanze del mondo anglofono dove torna utile usare il sistema a 24 ore.
Ci sono alcune differenze tra l'uso militare e gli altri sistemi basati su 24 ore:
- Il military time scritto di solito non include un separatore di tempo (per esempio, "0340" è più comune del formato civile "03:40").
- La prima ora nel "military time" è sempre "00"; nel sistema civile basato su 24 ore è possibile usare "24" o "0".
- "Ore" di solito non è aggiunto nell'uso civile (15:00 può essere pronunciato come "quindici cento ore", che è inusuale in un contesto non militare).
- Gli zeri davanti ad un numero non sono pronunciati nell'uso non militare (05:43 sarà "cinque quarantatré", invece di "zero cinque quarantatré").
- L'orario militare sui messaggi riporta di solito il fuso orario dove è possibile; nell'uso civile, questo sarebbe ridondante.

## Storia

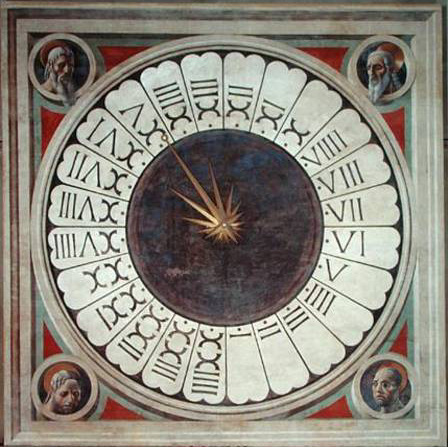
LOrologio con quattro profeti/evangelisti (1443) di Paolo Uccello nella Cattedrale di Firenze

La suddivisione dell'intera giornata in 24 ore di uguale durata iniziò ad essere utilizzata nel XIV secolo, dopo l'invenzione del meccanismo a orologeria. In Europa, due sistemi erano in competizione tra loro.
- Orologio italiano (in seguito chiamato anche l'orologio ceco): la giornata è iniziata e si è conclusa con il tramonto, più raramente è stata conservata anche la variante in cui la giornata iniziava e terminava con l'alba. Sul quadrante statico, le 24 ore erano posizionate sul lato destro.
- Orologio tedesco (gaelico): un giorno aveva 12 ore al mattino (da mezzanotte a mezzogiorno) e 12 ore al pomeriggio (da mezzogiorno a mezzanotte).

Se il quadrante delle 24 ore viene utilizzato su un orologio più vecchio, di solito mostra l'ora conteggiata dal tramonto (l'Orloj di Praga). Il moderno tempo di conteggio delle 24 ore da mezzanotte è una modifica del sistema tedesco delle 12 ore ed è stato utilizzato dal 20º secolo.
Il sistema orario a 24 ore è usato da molti secoli, in primo luogo da scienziati, astronomi e navigatori. Ci sono diversi esempi di orologi a 24 ore arrivati fino ai nostri giorni, tra cui il Shepherd gate clock a Greenwich.
I militari britannici e canadesi iniziarono ad usare questa notazione dal 1917; prima di allora gli ordini erano impartiti usando i suffissi a.m. e p.m. (ante meridiem e post meridiem, per distinguere le ore prima e dopo il mezzogiorno).
In Gran Bretagna l'uso quotidiano del sistema a 24 ore è cresciuto notevolmente dall'inizio del Novecento. Nel 1934 il Radio Times iniziò ad usarlo per i palinsesti, ma lo bloccò 5 mesi dopo a causa di diffuse proteste tra i lettori. Più recentemente, nel 1995 la BBC Weather usò la notazione a 12 ore per diversi mesi durante la descrizione delle previsioni del tempo, ma dopo le lamentele del pubblico tornò ad usare la notazione a 24 ore.

## Convivenza dei due formati a 12 e 24 ore
Il sistema orario a 24 ore non ha del tutto sostituito quello a 12 ore, che resiste tuttora: 
- la maggior parte degli orologi analogici mostrano solo 12 ore, per motivi storici e di leggibilità; questa è probabilmente la causa principale della resistenza del formato a 12 ore nella lingua parlata

- in molte nazioni, come il Regno Unito, si usa definire il tempo con la notazione a 12 ore anche quando si legge un orologio con display a 24 ore

- gli orologi a campana non battono le ore secondo il sistema orario a 24 ore.

## Differenze
| 24 ore             | 12 ore               |
| ------------------ | -------------------- |
| 00:00 24:00 (raro) | 12:00 AM mezzanotte  |
| 01:00              | 1:00 AM              |
| 02:00              | 2:00 AM              |
| 03:00              | 3:00 AM              |
| 04:00              | 4:00 AM              |
| 05:00              | 5:00 AM              |
| 06:00              | 6:00 AM              |
| 07:00              | 7:00 AM              |
| 08:00              | 8:00 AM              |
| 09:00              | 9:00 AM              |
| 10:00              | 10:00 AM             |
| 11:00              | 11:00 AM             |
| 12:00              | 12:00 PM mezzogiorno |
| 13:00              | 1:00 PM              |
| 14:00              | 2:00 PM              |
| 15:00              | 3:00 PM              |
| 16:00              | 4:00 PM              |
| 17:00              | 5:00 PM              |
| 18:00              | 6:00 PM              |
| 19:00              | 7:00 PM              |
| 20:00              | 8:00 PM              |
| 21:00              | 9:00 PM              |
| 22:00              | 10:00 PM             |
| 23:00              | 11:00 PM             |